# The Roots
The Roots – wielokrotnie nagradzany amerykański zespół hip-hopowy. Styl grupy, oprócz hip-hopu, silnie związany jest z muzyką jazzową i rockową.
Wśród artystów pojawiających się gościnnie na albumach grupy są m.in. Steve Coleman, Cassandra Wilson, Bahamadia, Raphael Saadiq, Common, D’Angelo, Q-Tip, DJ Jazzy Jeff, Mos Def, Erykah Badu, Nelly Furtado, Talib Kweli, Alicia Keys, Jill Scott, Wale, Monsters of Folk, Fatboy Slim, Joanna Newsom, John Legend, Sufjan Stevens oraz Big K.R.I.T.
Członkowie The Roots współpracowali z organizacją PETA, walczącej o prawa zwierząt i promującej wegetariański styl życia, w ramach jej kampanii Stop the Violence (Stop Przemocy).

## Historia
Początki
Zespół założyli Black Thought i Questlove, którzy poznali się jeszcze w czasach szkolnych. Wczesne nazwy grupy to Radio Active, Black to the Future oraz Square Roots. Na początku swojej działalności występowali na ulicach Filadelfii (USA). Wkrótce do grupy dołączył kontrabasista Josh Abrams oraz raper Kenyatta „Crumbs” Warren. Poznani w czasie występów Richard Nichols (do dzisiaj menadżer oraz producent wykonawczy zespołu) oraz Joe „AJ Shine” Simmons umożliwili grupie nagranie pierwszych utworów: „Pass the Popcorn”, „Anti-Circle” i „Popcorn Revisited”. Wkrótce potem na miejsce Abramsa, a także Warrena do grupy dołączyli Leonard „Hub” Hubbard i Malik B. oraz klawiszowiec Scott Storch. Dzięki znajomości Malika z jazzmanem Jamaaladeenem Tacumą, The Roots (już pod tą nazwą) wyjechali do Niemiec na festiwal jazzowy w Moers. Wcześniej nagrali niezależny album Organix, aby móc sprzedawać jego kopie podczas trasy.
Powrót z Niemiec
Po powrocie z Niemiec The Roots zaczęli się starać o umowę z wytwórnią płytową. Po odrzuceniu przez wytwórnie muzyczną Def Jam, grupa ostatecznie podpisała umowę z Geffen Records. W międzyczasie ich minialbum From the Ground Up został wydany w Europie przez znanego DJ-a Gilles’a Petersona i jego wydawnictwo Talking Loud.
Przed nagranym bez sampli, na żywo w studio, albumie Do You Want More?!!!??! do grupy dołączyli Kamal Gray (zastąpił osobę Storcha, który poświęcił się karierze producenckiej) oraz beatboxer Rahzel, odkryty przez Richarda Nicholsa w nowojorskiej Lyricist Lounge. The Roots wystąpili potem m.in. na festiwalach Lollapalooza oraz Montreux. Podobnie jak następny album grupy, Illadelph Halflife, Do You Want More?!!!??! został dobrze przyjęty przez krytyków, ale nie odniósł znaczącego sukcesu komercyjnego. W intro do późniejszego albumu Rising Down zostało wykorzystane nagranie rozmowy telefonicznej z 1995 roku, podczas której przerażony Black Thought opowiada Questlove’owi, że w jakiejś dyskotece ludzie przestali tańczyć, kiedy DJ puścił ich „Distortion to Static”.
Wydany w 1996 r., album Illadelph Halflife był brzmieniem bliższy mainstreamowi, ale w dużej mierze podzielił los poprzednika. Oba albumy zostały sprzedane tylko w ilości ok. 300 000 sztuk. Przed jego nagraniem do The Roots dołączył drugi beatboxer, Scratch.
Satyryczny utwór „What They Do”, obnażający stereotypowe motywy klipów hip-hopowych, wywołał negatywną reakcję ze strony rapera Notorious B.I.G.-a, który do tego momentu promował The Roots we własnym środowisku. Zanim Questlove i Richard Nichols zdążyli opublikować w magazynie The Source odpowiedź na zarzuty Biggie’ego, ten został zamordowany.
MCA
Po wydaniu Illadelph Halflife kontrakt The Roots został przeniesiony z Geffen do należącej do tej wytwórni MCA. Tam zostało wydane Things Fall Apart, pierwszy album grupy, który odniósł komercyjny sukces (w połowie 2013 roku osiągnął status platynowej płyty). Jego tytuł został zapożyczony od afrykańskiego autora Chinua Achebe. Things... zostało wydane w tym samym dniu co produkcja The Slim Shady LP, rapera Eminema.
Utwór „You Got Me”, napisany przez The Roots wspólnie z Jill Scott, aczkolwiek pod naciskiem MCA nagrany z Eryką Badu (na koncertach partie wokalne śpiewa najczęściej Scott), został nagrodzony jako najlepszy utwór wykonany przez duo lub grupę w ramach rozdania nagród Grammy w 2000 roku.
3 lata po Things Fall Apart, The Roots wydali bardzo eklektyczny album zatytułowany Phrenology, który odniósł sukces podobny do poprzednika (ok. 800 tys. sprzedanych egzemplarzy; 2013 r.). Był jedyny album grupy nagrany z Benem Kenneyem, późniejszym gitarzystą Incubus, i jednocześnie pierwszy album po odejściu Malika B., który miał w tym czasie problemy narkotykowe (poświęcony mu został 10-minutowy psychodeliczny utwór „Water”). Singlami do Phrenology zostały adaptacja piosenki Cody’ego ChesnuTTa, „Seed (2.0)”, oraz „Break You Off”. Część materiału pochodzi z niedokończonego debiutu solowego Black Thoughta (Masterpiece Theatre). Album został opublikowany tuż przed rozpadem MCA.
Interscope
Po rozpadzie MCA kontrakt The Roots ponownie został przeniesiony wewnątrz Geffen, tym razem do Interscope. Kolejny album grupy, The Tipping Point (tytuł książki Malcolma Gladwella), powstał pod dużym wpływem szefa Interscope, Jimmy’ego Iovine’a, oraz związanego z tym wydawnictwem Scotta Storcha. W zamierzeniu miał być bliższy reprezentowanemu przez Interscope mainstreamowi i odnieść podobny sukces, miał jednak słabe recenzje i niską sprzedaż. Powszechnie uchodzi za najsłabszy obok amatorskiego Organix album w dorobku The Roots. Po jego opublikowaniu grupa opuściła Geffen i związała się z Def Jam.
Def Jam
W 2005 roku The Roots planowali nagranie nowej płyty w Nowym Orleanie, wspólnie z tamtejszym To Be Continued Brass Band. Z powodu zniszczenia miasta przez huragan Katrina plany te nie zostały zrealizowane.
Na początku 2006 roku grupa podpisała kontrakt z Def Jam Recordings. Pod wpływem ówczesnego szefa Def Jam, Jay-Z, zespół zdecydował się na nagranie albumu bez względu na trendy i perspektywy komercyjnego sukcesu. Tematem przewodnim Game Theory były ówczesne wojny gangów w Filadelfii, rodzinnym mieście członków grupy. Dodatkowo płyta była formą trybutu dla zmarłego na początku 2006 roku J Dilli. Oba aspekty wpłynęły na mroczną atmosferę wydawnictwa.
W 2008 roku ukazał się album Rising Down, zainspirowany postrzeganą jako rasistowska kampanią przeciwko ówczesnemu kandydatowi na prezydenta Stanów Zjednoczonych Barackowi Obamie. Na okładce płyty znajduje się pochodzący z 1896 roku rasistowski plakat ostrzegający białych przed „rządami Murzynów” (ang. Negro rule). Wśród innych tematów poruszanych na dobrze przyjętym przez krytyków Rising Down są m.in. mass media, kryzys gospodarczy, globalne ocieplenie, narkotyki. Ze względu na spójność materiału popowy singiel „Birthday Girl” został usunięty z amerykańskiej wersji albumu.
W 2009 roku The Roots zostali house bandem w Late Night with Jimmy Fallon stacji NBC. W ramach tej współpracy powstała część kolejnego albumu grupy, How I Got Over. Płyta została wydana w 2010 roku. Tego samego roku opublikowany został album Wake Up!, pierwszy z serii wspólnych projektów zrealizowanych przez The Roots z solowymi artystami. Zainspirowane zmianami w społeczeństwie amerykańskim oraz wyborem Baracka Obamy na prezydenta USA wydawnictwo powstało jako współpraca The Roots z wokalistą neo soulowym Johnem Legendem. Następne wspólne projekty tego typu to Betty Wright: The Movie z piosenkarką soulową Betty Wright (2011) oraz Wise Up Ghost z Elvisem Costello (2013).
W 2011 roku ukazał się konceptualny album undun, będący opowiedzianą „od tyłu” fikcyjną historią młodego czarnoskórego mężczyzny, Redforda Stevensa. W poszukiwaniu lepszego życia protagonista płyty wiąże się ze światkiem przestępczym i zostaje zastrzelony.

## Członkowie
- Black Thought – MC (od 1987)
- Questlove – perkusja (od 1987)
- Kamal Gray – keyboard (od 1994)
- F. Knuckles – instrumenty perkusyjne (od 2001)
- Captain Kirk Douglas – gitara elektryczna (od 2003)
- Damon „Tuba Gooding Jr.” Bryson – tuba (od 2007)
- James Poyser – keyboard (od 2010)
- Mark Kelley – gitara basowa (od 2011)

Byli członkowie
- Malik B. (zmarły) – MC (1987–1999)
- Kenyatta Warren – MC (1993)
- Josh Abrams – kontrabas (1992)
- Rahzel – beatbox (1995–2001)
- Dice Raw – MC (1995–2001) (często występuje gościnnie na płytach The Roots)
- Scott Storch – keyboard (1993–1995)
- Ben Kenney – gitara/gitara basowa (2000–2003)
- Martin Luther McCoy – wokale (2003–2004)
- Scratch – beatbox (1996–2003)
- Leonard „Hub” Hubbard – gitara basowa (1992–2007)
- Owen Biddle – gitara basowa (2007–2011)

## Dyskografia
| Tytuł                                    | Wytwórnia          | Rok  | Rodzaj     | Numery utworów | Uwagi                      |
| ---------------------------------------- | ------------------ | ---- | ---------- | -------------- | -------------------------- |
| Organix                                  | Remedy Recording   | 1993 | LP         | 1-17           | Pierwotnie demo.           |
| From the Ground Up                       | Talking Loud       | 1994 | EP         | –              | –                          |
| Do You Want More?!!!??!                  | Geffen Records     | 1995 | LP         | 18-33          | –                          |
| Illadelph Halflife                       | Geffen             | 1996 | LP         | 34-53          | –                          |
| Things Fall Apart                        | MCA Records        | 1999 | LP         | 54-71          | Platynowa płyta.           |
| The Legendary                            | MCA                | 1999 | EP         | 72-76          | –                          |
| The Roots Come Alive                     | MCA                | 1999 | koncertowy | 77-86          | –                          |
| Phrenology                               | MCA                | 2002 | LP         | 87-102         | –                          |
| The Tipping Point                        | Interscope Records | 2004 | LP         | 103-113        | –                          |
| Game Theory                              | Def Jam            | 2006 | LP         | 114-127        | –                          |
| Rising Down                              | Def Jam            | 2008 | LP         | 128-142        | –                          |
| How I Got Over                           | Def Jam            | 2010 | LP         | 143-156        | –                          |
| Dilla Joints                             | –                  | 2010 | mixtape    | –              | Adaptacje utworów J Dilla. |
| Wake Up! (z Johnem Legendem)             | Columbia Records   | 2010 | LP         | –              | Deluxe Edition z DVD.      |
| Betty Wright: The Movie (z Betty Wright) | S-Curve Records    | 2011 | LP         | –              | –                          |
| undun                                    | Def Jam            | 2011 | LP         | 157-170        | –                          |
| Wise Up Ghost (z Elvisem Costello)       | Blue Note          | 2013 | LP         | –              | –                          |
| …And Then You Shoot Your Cousin          | Def Jam            | 2014 | LP         | 171-181        | –                          |

## Nagrody i wyróżnienia
- Nagroda Grammy
  - 1999: wygrana w kategorii Best Rap Performance By A Duo Or Group (najlepszy występ rapowy w duecie lub grupie) za „You Got Me” (gościnnie Erykah Badu)
  - 2002: nominacja w kategorii Best Rap Album (najlepszy album rapowy) za Phrenology
  - 2004: nominacja w kategorii Best Urban/Alternative Performance (najlepszy występ miejski/alternatywny) za „Star”; nominacja w kategorii Best Rap Performance By A Duo Or Group za „Don’t Say Nuthin’”
  - 2007: nominacja w kategorii Best Rap Album za Game Theory; nominacja w kategorii Best Rap Performance By A Duo Or Group za „Don’t Feel Right”
- MTV Video Music Awards
  - 2003: nominacja do nagrody MTV2 za „The Seed 2.0”
- NAACP Image Awards
  - 2005: nominacja w kategorii Outstanding Duo or Group (wybitny duet lub grupa)
  - 2007: wygrana w kategorii Outstanding Duo or Group

## Koncerty w Polsce
- 29 czerwca 2007 na Open’er Festival w Gdyni
- 11 sierpnia 2012 na Coke Live Music Festival w Krakowie